# Numbulwar
Numbulwar is een plaats in de Australische deelstaat Noordelijk Territorium en telt 672 inwoners (2006).